# District de Zhongshan (Liupanshui)
Pour les articles homonymes, voir Zhongshan (homonymie).
Le district de Zhongshan (钟山区 ; pinyin : Zhōngshān Qū) est une subdivision administrative de la province du Guizhou en Chine. Il est placé sous la juridiction de la ville-préfecture de Liupanshui dans les monts Wumeng.